# Zelimkhan Yandarbiyev
Zelimkhan Abdumuslimovich Yandarbiyev (Em checheno: Яндарбин Абдулмуслиман-кIант Зелимха, em russo: Зелимхан Абдумуслимович Яндарбиев) (12 de setembro de 1952 – 13 de fevereiro de 2004) foi um escritor e político checheno que serviu como presidente interino da separatista República da Chechênia entre 1996 e 1997. Em 2004, Yandarbiyev foi morto no exílio no Qatar.

## Biografia
Originalmente um estudioso, poeta e escritor de literatura infantil, Yandarbiyev tornou-se um líder no movimento nacionalista da Chechênia quando a União Soviética entrou em colapso. Em maio de 1990, fundou e liderou o Partido Democrático Vainakh(VDP), o primeiro partido político checheno, que estava comprometido com uma Chechênia independente. O VDP era inicialmente representado tanto como checheno, como inguche, até a declaração de independência da Rússia Soviética.
Em novembro de 1990 tornou-se vice-presidente para o recém-formado Congresso Nacional do Povo checheno (NCChP), que foi liderado por Djokhar Dudaiev e que derrubou a liderança da era soviética. Com Dudayev, ele assinou um acordo com a divisão de líderes inguches. No primeiro parlamento checheno, de 1991-1993, Yandarbiyev chefiou o comitê de mídia. Desde 1991, atuou como vice-presidente da república auto-proclamada.
Em abril de 1996, após a morte de seu antecessor, Djokhar Dudaiev, tornou-se presidente interino. No final de maio de 1996, Yandarbiyev chefiou uma delegação que se reuniu com o presidente da Rússia, Boris Yeltsin, e o primeiro-ministro, Viktor Chernomyrdin, para conversações de paz com o Kremlin, que resultaram na assinatura de um cessar-fogo em 27 de maio de 1996.
Em 1997, durante a assinatura do Tratado de Paz russo-checheno, em Moscou, Yandarbiyev forçou o seu homólogo russo, o presidente Yeltsin ao mudar de lugar em uma mesa de negociação para que pudesse ser recebido como um chefe de Estado soberano. Yandarbiyev ficou na eleição presidencial realizada na Chechênia, em fevereiro de 1997, mas foi derrotado pelo líder checheno separatista militar, o general Aslan Maskhadov, obtendo 10 por cento dos votos e o terceiro lugar atrás de Maskhadov e Shamil Basayev. Juntamente com Maskhadov, Yandarbiyev participou da assinatura do "duradouro" tratado de paz em Moscou. Os dois líderes chechenos se desentenderam no ano seguinte, quando Yandarbiyev foi acusado de estar por trás de uma tentativa de assassinato contra Maskhadov. Em setembro de 1998, Maskhadov denunciou publicamente Yandarbiyev, acusando-o de importar a filosofia radical islâmica wahabismo e ser responsável por "atividades anti-Estado", incluindo discursos anti-governo e reuniões públicas, bem como a organização de grupos armados ilegais. Yandarbiyev posteriormente uniu forças com a linha-dura islâmica em oposição ao governo de Maskhadov.
Em agosto-setembro de 1999, Yandarbiyev foi assumido como uma figura-chave por trás da invasão pela coalização intitulada Brigada Islâmica Internacional, liderada pelos guerrilheiros islâmicos na república vizinha russa do Daguestão. No início da segunda guerra chechena, Yandarbiyev viajou para o Afeganistão, Paquistão e Emirados Árabes Unidos e acabou por se instalar no Qatar, em 1999, onde ele tentou obter apoio para a causa muçulmana chechena.
Depois de envolvimento de Yandarbiyev, em outubro de 2002, na crise dos reféns do teatro de Moscou, foi colocado na lista dos mais procurados da Interpol e da Rússia, que fez o primeiro de vários pedidos de extradição em fevereiro de 2003, citando Yandarbiyev como um terrorista internacional importante e financiador da al-Qaeda.
Em junho de 2003, seu nome foi, consequentemente, adicionado ao Conselho de Segurança das Nações Unidas como suspeito de pertencer à Al-Qaeda e ao Taleban.  Yandarbiyev desempenhou um papel fundamental na direção de financiamento de fundações nos Estados árabes do Golfo Pérsico, a fim de apoiar uma facção radical chechena apelidada o Regimento de Propósito Específico Islâmico, um grupo militante responsável pela crise dos reféns do teatro de Moscou.
Em janeiro de 2004, foi entrevistado extensivamente no Qatar para a BBC Four para o documentário O Cheiro do Paraíso, no qual os cineastas o intitularam de "líder espiritual dos chechenos e um poeta no caminho para a jihad."

## Morte
Em 13 de fevereiro de 2004, Zelimkhan Yandarbiyev foi morto quando uma bomba destruiu seu SUV na capital do Qatar, Doha. Yandarbiyev ficou gravemente ferido e morreu no hospital. Seu filho de 13 anos, Daud, ficou gravemente ferido.
Alguns, mas não todos os relatórios alegam que dois de seus guarda-costas foram mortos, mas não houve confirmação. Era inicialmente claro quem foi o responsável pela explosão, mas a suspeita recaiu sobre a SVR ou GRU, agências de inteligência russas que negaram qualquer envolvimento, ou rixas internas com a liderança rebelde chechena.
Aslan Maskhadov condenou o atentado como sendo um "ataque terrorista russo", comparando-o com o que matou em, 1996, Dzhokhar Dudayev. O carro-bomba acabou levando o Qatar a criar a lei contra-terrorismo, declarando letais esses atos puníveis com a morte ou prisão perpétua.
O dia depois do ataque, as autoridades do Qatar prenderam três russos em uma embaixada russa. Um deles, o primeiro secretário da embaixada russa no Qatar, Aleksandr Fetisov, foi devolvido em março devido ao seu status diplomático e os dois restantes, o agentes Anatoly Yablochkov, também conhecido como Belashkov, e Vasily Pugachyov, por vezes grafado como Bogachyov, foram acusados do assassinato de Yandarbiyev, tentativa de assassinato de seu filho Daud Yandarbiyev, porte de armas e contrabando no Qatar. De acordo com Moscou, Yablochkov e Pugachyov eram agentes secretos enviados para a Embaixada da Rússia em Doha para coletar informações sobre o terrorismo global. O ministro da Defesa russo, Sergei Ivanov, prometeu o apoio do Estado aos suspeitos e declarou que a prisão era ilegal. Houve algumas especulações de que Fetisov havia sido libertado em troca de lutadores do Qatar detidos em Moscou.
Os procedimentos do julgamento foram fechados ao público depois que os réus alegaram que a polícia do Qatar os havia torturado nos primeiros dias após a detenção, quando tinham sido mantido incomunicáveis. Os dois russos alegaram que haviam sofrido espancamentos, privação de sono e ataques de guardas com cães. Com base nessas alegações de tortura e ao fato de que os dois policiais foram presos dentro de um extraterritorial pertencente à Embaixada da Rússia, o país exigiu a libertação imediata dos seus cidadãos. Eles foram representados pelo escritório de advocacia fundado por Nikolai Yegorov, um amigo e colega de Vladimir Putin na Leningrad State University. Os promotores do Qatar concluíram que os suspeitos tinham recebido a ordem de eliminar Zelimkhan Yandarbiev por ordem de Sergei Ivanov.
Em 30 de junho de 2004, ambos os russos foram condenados à prisão perpétua. Ao passar a sentença, o juiz afirmou que agiu sob ordens da liderança russa.
O veredito do tribunal de Doha causou tensões graves entre Qatar e Rússia, e em 23 de dezembro de 2004, o Qatar concordou em extraditar os prisioneiros para a Rússia com a condição de que fossem sentenciados. Os agentes, contudo, receberam boas-vindas como heróis no retorno a Moscou em janeiro de 2005, mas desapareceram da vista do público pouco depois. As autoridades penitenciárias russas admitiram em fevereiro de 2005 que não estavam na prisão, mas disseram que uma sentença proferida no Qatar era "irrelevante" na Rússia.